# Исаков, Эльбрус Худсият оглы
Эльбрус Худсият оглы Исаков (азерб. Elbrus Hudsiyat oglu Isakov; род. 1 марта 1981, Рустави) — грузинский и азербайджанский горнолыжник. Участник зимних Олимпийских игр 2002 года.

## Биография
Эльбрус Исаков родился 1 марта 1981 года в городе Рустави Грузинской ССР (сейчас в Грузии).
Занимался горнолыжным спортом с 1987 года. Первоначально выступал в международных соревнованиях по горнолыжному спорту за Грузию. С 1997 года стал представлять Азербайджан, став первым в стране горнолыжником. Неоднократно участвовал в турнирах в Турции, Франции, Италии, Австрии.
В 1999 году участвовал в чемпионате мира в Денвере. Не смог завершить выступление в гигантском слаломе.
В 2001 году выступал на зимней Универсиаде в Закопане. В гигантском слаломе занял 74-е место.
В 2002 году вошёл в состав сборной Азербайджана на зимних Олимпийских играх в Солт-Лейк-Сити. В слаломе не смог завершить первый заезд. Был знаменосцем сборной Азербайджана на церемонии открытия Олимпиады.
В в том же году окончил академию физической культуры и спорта Азербайджана.
После завершения выступлений в 2002 году жил в Грузии, работал лыжным инструктором.